# Álbuns número um no Brasil em 2012

## História da parada em 2012
| Data            | Álbum                                           | Artista(s)          | Ref    |
| --------------- | ----------------------------------------------- | ------------------- | ------ |
| 2 de janeiro    | Ágape Musical                                   | Padre Marcelo Rossi | [ 1 ]  |
| 9 de janeiro    | Ágape Musical                                   | Padre Marcelo Rossi | [ 2 ]  |
| 16 de janeiro   | Ágape Musical                                   | Padre Marcelo Rossi | [ 2 ]  |
| 23 de janeiro   | Ágape Musical                                   | Padre Marcelo Rossi | [ 2 ]  |
| 30 de janeiro   | Na Balada                                       | Michel Teló         | [ 1 ]  |
| 6 de fevereiro  | Na Balada                                       | Michel Teló         | [ 3 ]  |
| 13 de fevereiro | Born to Die                                     | Lana Del Rey        | [ 1 ]  |
| 20 de fevereiro | Na Balada                                       | Michel Teló         | [ 1 ]  |
| 27 de fevereiro | Na Balada                                       | Michel Teló         | [ 4 ]  |
| 5 de março      | Ágape Musical                                   | Padre Marcelo Rossi | [ 5 ]  |
| 12 de março     | Ágape Musical                                   | Padre Marcelo Rossi | [ 4 ]  |
| 19 de março     | 21                                              | Adele               | [ 5 ]  |
| 26 de março     | 21                                              | Adele               | [ 5 ]  |
| 2 de abril      | MDNA                                            | Madonna             | [ 6 ]  |
| 9 de abril      | MDNA                                            | Madonna             |        |
| 16 de abril     | MDNA                                            | Madonna             |        |
| 23 de abril     | Quando Chega a Noite                            | Luan Santana        | [ 7 ]  |
| 30 de abril     | Quando Chega a Noite                            | Luan Santana        | [ 7 ]  |
| 7 de maio       | Ao Vivo Em Jerusalem                            | Roberto Carlos      | [ 8 ]  |
| 14 de maio      | Quando Chega a Noite                            | Luan Santana        | [ 9 ]  |
| 21 de maio      | Trilha Sonora de Avenida Brasil: Nacional       | Varios Artistas     | [ 10 ] |
| 28 de maio      | Meus Encantos                                   | Paula Fernandes     | [ 11 ] |
| 4 de junho      | Meus Encantos                                   | Paula Fernandes     |        |
| 11 de junho     | Meus Encantos                                   | Paula Fernandes     |        |
| 18 de junho     | Meus Encantos                                   | Paula Fernandes     |        |
| 25 de junho     | Up All Night                                    | One Direction       | [ 12 ] |
| 2 de julho      | Born and Raised                                 | John Mayer          | [ 12 ] |
| 9 de julho      | Meus Encantos                                   | Paula Fernandes     | [ 12 ] |
| 16 de julho     | Ousadia e Alegria                               | Thiaguinho          | [ 12 ] |
| 23 de julho     | Trilha Sonora de Cheias de Charme: Nacional     | Varios Artistas     | [ 12 ] |
| 30 de julho     | Ousadia e Alegria                               | Thiaguinho          | [ 12 ] |
| 6 de agosto     | Trilha Sonora de Avenida Brasil: Nacional Vol.2 | Varios Artistas     | [ 13 ] |
| 13 de agosto    | Meus Encantos                                   | Paula Fernandes     | [ 13 ] |
| 20 de agosto    | Meus Encantos                                   | Paula Fernandes     | [ 13 ] |
| 27 de agosto    | Carrossel                                       | Vários Artistas     | [ 13 ] |
| 3 de setembro   | Carrossel                                       | Vários Artistas     | [ 13 ] |
| 10 de setembro  | Carrossel                                       | Vários Artistas     | [ 13 ] |
| 17 de setembro  | Carrossel                                       | Vários Artistas     | [ 13 ] |
| 24 de setembro  | Carrossel                                       | Vários Artistas     | [ 13 ] |
| 1 de outubro    | Carrossel                                       | Vários Artistas     | [ 13 ] |
| 8 de outubro    | Carrossel                                       | Vários Artistas     | [ 13 ] |
| 15 de outubro   | Carrossel                                       | Vários Artistas     | [ 13 ] |
| 22 de outubro   | Ágape Amor Divino                               | Padre Marcelo Rossi | [ 13 ] |
| 29 de outubro   | Ágape Amor Divino                               | Padre Marcelo Rossi | [ 13 ] |
| 5 de novembro   | Ágape Amor Divino                               | Padre Marcelo Rossi | [ 13 ] |
| 12 de novembro  | Carrossel                                       | Vários Artistas     | [ 13 ] |
| 19 de novembro  | Carrossel Volume 2                              | Vários Artistas     | [ 13 ] |
| 26 de novembro  | Carrossel Volume 2                              | Vários Artistas     | [ 13 ] |
| 3 de dezembro   | Carrossel Volume 2                              | Vários Artistas     | [ 13 ] |
| 10 de dezembro  | Carrossel Volume 2                              | Vários Artistas     | [ 13 ] |
| 17 de dezembro  | Carrossel Volume 2                              | Vários Artistas     | [ 13 ] |
| 24 de dezembro  | Carrossel Volume 2                              | Vários Artistas     | [ 13 ] |
| 31 de dezembro  | Carrossel Volume 2                              | Vários Artistas     | [ 13 ] |